# Miniermotten

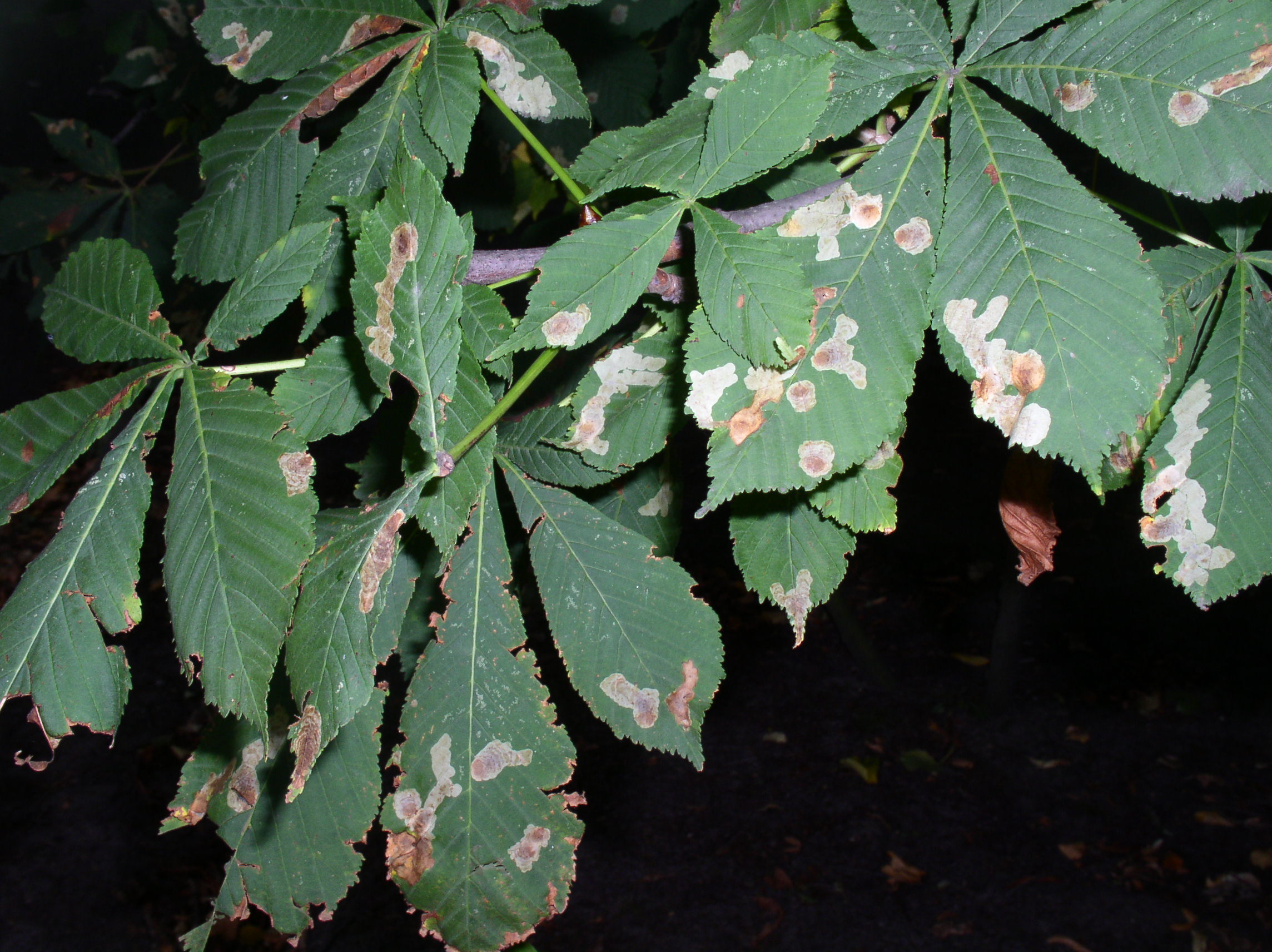
Kastanienblätter, geschädigt durch die Rosskastanienminiermotte

Die Miniermotten oder auch Blatt-Tütenmotten (Gracillariidae) sind eine Familie der Schmetterlinge (Lepidoptera).

## Merkmale
Miniermotten sind kleine bis sehr kleine Falter mit einem gut ausgebildeten Saugrüssel und langen Antennen, die vornehmlich in der Abenddämmerung fliegen. In der Ruhestellung wird der Vorderkörper meist angehoben. Die Flügel der Tiere sind schmal und besitzen häufig lange Fransen.
Die Raupen der Miniermotten sind meistens sehr flach und besitzen nach vorn gerichtete Mandibeln. Der Großteil der Raupen lebt dabei als Minierer in Blättern. Dabei besitzen die Raupen der ersten Larvenstadien meist Mandibeln, die ein Anstechen und Aussaugen von Zellen ermöglichen; diese ändern sich dann bei den späteren Larvenstadien. Dadurch können Larven unterschiedlichen Alters sehr verschieden aussehen (Polymetabolie). Die ältesten Larvenstadien leben bei vielen Arten in eingerollten Blättern und benagen deren Innenseiten.

## Schadwirkung
Viele der Miniermottenarten sind auf eine einzelne Wirtspflanze spezialisiert und verursachen ein für die jeweilige Art charakteristisches Schadbild. Der Schaden beschränkt sich meist auf eine Minderung des Schmuckwertes. Bei wiederkehrend starkem Befall kann es zu Wachstumsdepressionen kommen. Zur Schadwirkung einer speziellen Art an der Gewöhnlichen Rosskastanie (Aesculus hippocastanum) in Europa siehe unter Rosskastanienminiermotte (Cameraria ohridella).

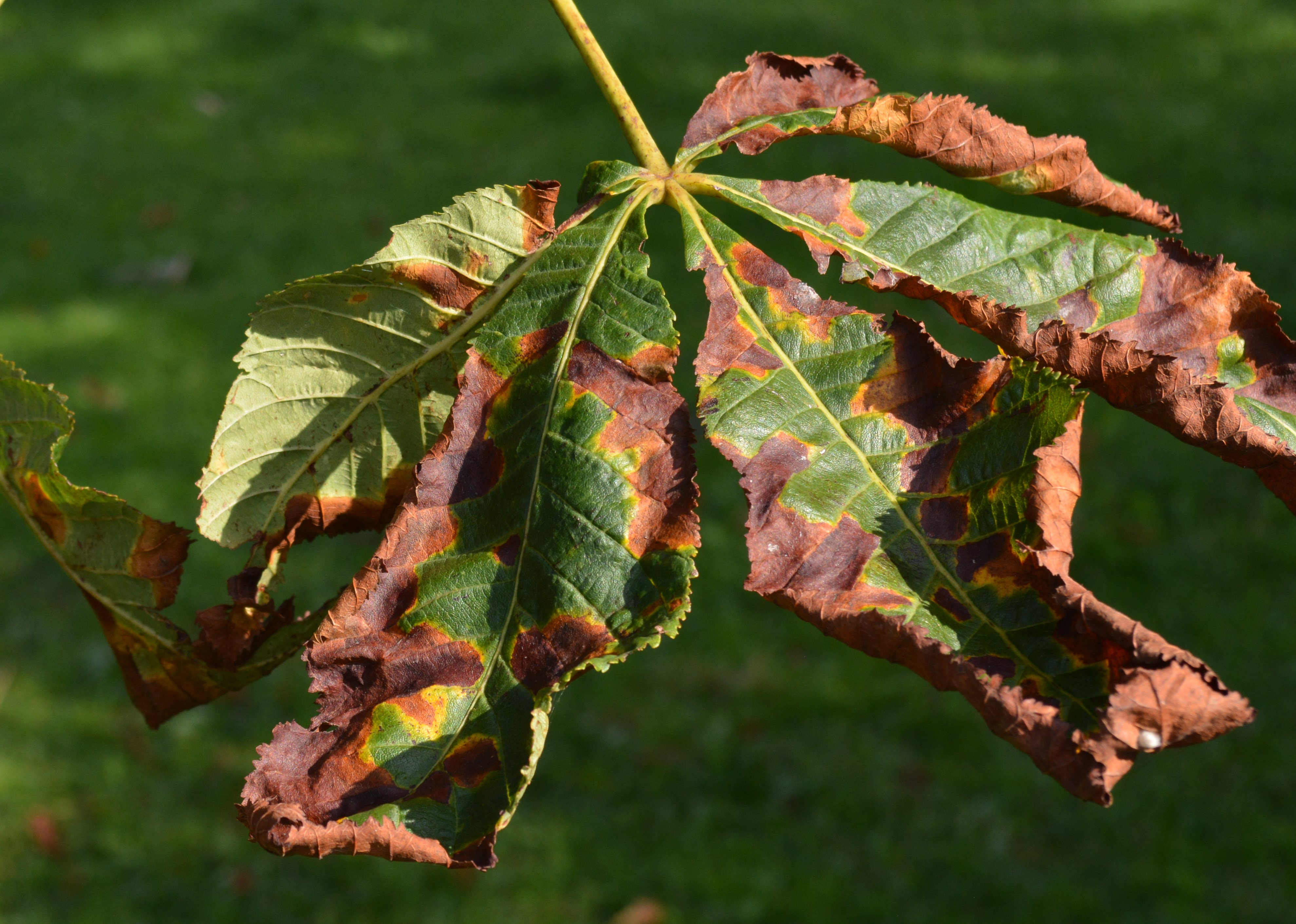
Blätter der Rosskastanie durch Miniermotten geschädigt

## Systematik
Die Familie umfasst weltweit etwa 1000 Arten, von denen etwa 100 auch in Mitteleuropa verbreitet sind.
Innerhalb der Miniermotten werden drei Unterfamilien unterschieden:
- Echte Miniermotten (Gracilariinae)
- Lithocolletinae
- Phyllocnistinae

In Europa umfasst die Familie der Miniermotten über 230 Arten, die Unterfamilie der Blatt- und Tütenmotten stellt mit 138 Arten die artenreichste Unterfamilie dar.
In Deutschland bekannte Miniermotten sind etwa die Ahornmotte (Caloptilia rufipennella), die Azaleenmotte (Caloptilia azaleella), die Eichenrindenminiermotte (Spulerina simploniella), die Fliedermotte (Gracillaria syringella), die Rosskastanienminiermotte (Cameraria ohridella) sowie die häufig an Buchen zu findende Buchenminiermotte (Phyllonorycter maestingella).
Die häufig zur Familie der Miniermotten gezählten Thujaminiermotten (Argyresthia thuiella) und Wacholderminiermotten (Argyresthia trifasciata) gehören hingegen zur Familie der Gespinst- und Knospenmotten.
Die folgende Übersicht enthält die in Mitteleuropa vertretenen Gattungen und Arten innerhalb der drei Unterfamilien:

### Echte Miniermotten (Gracillariinae)
- Acrocercops
  - Acrocercops brongniardella (Fabricius, 1798)
- Aristaea
  - Aristaea pavoniella (Zeller, 1847)
- Aspilapteryx
  - Aspilapteryx limosella (Duponchel, 1844)
  - Aspilapteryx spectabilis Huemer, 1994
  - Aspilapteryx tringipennella (Zeller, 1839)
- Callisto
  - Callisto coffeella (Zetterstedt, 1839)
  - Callisto denticulella (Thunberg, 1794)
  - Callisto insperatella (Nickerl, 1864)
- Caloptilia
  - Caloptilia alchimiella (Scopoli, 1763)
  - Caloptilia azaleella (Brants, 1913) – Azaleenmotte
  - Caloptilia betulicola (M. Hering, 1928)
  - Caloptilia cuculipennella (Hübner, 1796)
  - Caloptilia elongella (Linnaeus, 1761)
  - Caloptilia falconipennella (Hübner, 1813)
  - Caloptilia fidella (Reutti, 1853)
  - Caloptilia fribergensis (Fritzsche, 1871)
  - Caloptilia hauderi (Rebel, 1906)
  - Caloptilia hemidactylella (Denis & Schiffermüller, 1775)
  - Caloptilia honoratella (Rebel, 1914)
  - Caloptilia populetorum (Zeller, 1839)
  - Caloptilia rhodinella (Herrich-Schäffer, 1855)
  - Caloptilia robustella Jäckh, 1972
  - Caloptilia roscipennella (Hübner, 1796)
  - Caloptilia rufipennella (Hübner, 1796) –  Ahornmotte
  - Caloptilia semifascia (Haworth, 1828)
  - Caloptilia stigmatella (Fabricius, 1781)
  - Caloptilia suberinella (Tengström, 1848)
- Calybites
  - Calybites phasianipennella (Hübner, 1813)
  - Calybites quadrisignella (Zeller, 1839)
- Dialectica
  - Dialectica imperialella (Zeller, 1847)
  - Dialectica scalariella (Zeller, 1850)
  - Dialectica soffneri Gregor & Povolny, 1965
- Eucalybites
  - Eucalybites auroguttella (Stephens, 1835)
- Gracillaria
  - Gracillaria loriolella Frey, 1881
  - Gracillaria syringella (Fabricius, 1794) – Fliedermotte
- Leucospilapteryx
  - Leucospilapteryx omissella (Stainton, 1848)
- Micrurapteryx
  - Micrurapteryx gradatella (Herrich-Schäffer, 1855)
  - Micrurapteryx kollariella (Zeller, 1839)
- Ornixola
  - Ornixola caudulatella (Zeller, 1839)
- Parectopa
  - Parectopa ononidis (Zeller, 1839)
  - Parectopa robiniella Clemens, 1863 – Robinien-Blatttütenfalter
- Parornix
  - Parornix alpicola (Wocke, 1877)
  - Parornix anglicella (Stainton, 1850)
  - Parornix anguliferella (Zeller, 1847)
  - Parornix atripalpella Wahlström, 1979
  - Parornix betulae (Stainton, 1854)
  - Parornix carpinella (Frey, 1863)
  - Parornix devoniella (Stainton, 1850)
  - Parornix eppelsheimi (Fuchs, 1901)
  - Parornix fagivora (Frey, 1861)
  - Parornix finitimella (Zeller, 1850)
  - Parornix ornatella Triberti, 1981
  - Parornix petiolella (Frey, 1863)
  - Parornix pfaffenzelleri (Frey, 1856)
  - Parornix scoticella (Stainton, 1850)
  - Parornix szoecsi (Gozmány, 1952)
  - Parornix tenella (Rebel, 1919)
  - Parornix torquillella (Zeller, 1850)
- Povolnya
  - Povolnya leucapennella (Stephens, 1835)
- Sauterina
  - Sauterina hofmanniella (Schleich, 1867)
- Spulerina
  - Spulerina simploniella (Fischer v. Röslerstamm, 1840) – Eichenrindenminiermotte

### Lithocolletinae
- Cameraria
  - Cameraria ohridella Deschka & Dimic, 1986 – Rosskastanienminiermotte
- Phyllonorycter
  - Phyllonorycter abrasella (Duponchel, 1843)
  - Phyllonorycter acaciella (Duponchel, 1843)
  - Phyllonorycter acerifoliella (Zeller, 1839)
  - Phyllonorycter aemula Triberti, Deschka & Huemer, 1997
  - Phyllonorycter agilella (Zeller, 1846)
  - Phyllonorycter alpina (Frey, 1856)
  - Phyllonorycter anderidae (W. Fletcher, 1875)
  - Phyllonorycter apparella (Herrich-Schäffer, 1855)
  - Phyllonorycter blancardella (Fabricius, 1781)
  - Phyllonorycter cavella (Zeller, 1846)
  - Phyllonorycter cerasinella (Reutti, 1852)
  - Phyllonorycter comparella (Duponchel, 1843)
  - Phyllonorycter connexella (Zeller, 1846)
  - Phyllonorycter coryli (Nicelli, 1851)
  - Phyllonorycter corylifoliella (Hübner, 1796)
  - Phyllonorycter cydoniella (Denis & Schiffermüller, 1775)
  - Phyllonorycter delitella (Duponchel, 1844)
  - Phyllonorycter distentella (Zeller, 1846)
  - Phyllonorycter dubitella (Herrich-Schäffer, 1855)
  - Phyllonorycter emberizaepennella (Bouché, 1834)
  - Phyllonorycter esperella (Goeze, 1783) – Hainbuchenminiermotte
  - Phyllonorycter fraxinella (Zeller, 1846)
  - Phyllonorycter froelichiella (Zeller, 1839)
  - Phyllonorycter geniculella (Ragonot, 1874)
  - Phyllonorycter gerasimovi (M. Hering, 1930)
  - Phyllonorycter harrisella (Linnaeus, 1761)
  - Phyllonorycter heegeriella (Zeller, 1846)
  - Phyllonorycter helianthemella (Herrich-Schäffer, 1861)
  - Phyllonorycter hilarella (Zetterstedt, 1839)
  - Phyllonorycter ilicifoliella (Duponchel, 1843)
  - Phyllonorycter insignitella (Zeller, 1846)
  - Phyllonorycter issikii (Kumata, 1963) – Lindenminiermotte
  - Phyllonorycter junoniella (Zeller, 1846)
  - Phyllonorycter kleemannella (Fabricius, 1781)
  - Phyllonorycter lantanella (Schrank, 1802)
  - Phyllonorycter lautella (Zeller, 1846)
  - Phyllonorycter leucographella (Zeller, 1850) – Feuerdornminiermotte
  - Phyllonorycter maestingella (Müller, 1764) – Buchenminiermotte
  - Phyllonorycter mannii (Zeller, 1846)
  - Phyllonorycter medicaginella (Gerasimov, 1930) – Luzerneminiermotte
  - Phyllonorycter mespilella (Hübner, 1805)
  - Phyllonorycter messaniella (Zeller, 1846)
  - Phyllonorycter millierella (Staudinger, 1871)
  - Phyllonorycter monspessulanella (Fuchs, 1897)
  - Phyllonorycter muelleriella (Zeller, 1839)
  - Phyllonorycter nicellii (Stainton, 1851)
  - Phyllonorycter nigrescentella (Logan, 1851)
  - Phyllonorycter oxyacanthae (Frey, 1856)
  - Phyllonorycter parisiella (Wocke, 1848)
  - Phyllonorycter pastorella (Zeller, 1846)
  - Phyllonorycter platani (Staudinger, 1870) – Platanenminiermotte
  - Phyllonorycter platanoidella (Joannis, 1920)
  - Phyllonorycter populifoliella (Treitschke, 1833)
  - Phyllonorycter pseudoplataniella (Ragonot, 1874)
  - Phyllonorycter quercifoliella (Zeller, 1839)
  - Phyllonorycter quinqueguttella (Stainton, 1851)
  - Phyllonorycter rajella (Linnaeus, 1758)
  - Phyllonorycter robiniella (Clemens, 1859) – Robinienminiermotte
  - Phyllonorycter roboris (Zeller, 1839)
  - Phyllonorycter sagitella (Bjerkander, 1790)
  - Phyllonorycter salicicolella (Sircom, 1848)
  - Phyllonorycter salictella (Zeller, 1846)
  - Phyllonorycter saportella (Duponchel, 1840)
  - Phyllonorycter scabiosella (Douglas, 1853)
  - Phyllonorycter schreberella (Fabricius, 1781)
  - Phyllonorycter scitulella (Duponchel, 1843)
  - Phyllonorycter scopariella (Zeller, 1846)
  - Phyllonorycter sorbi (Frey, 1855)
  - Phyllonorycter spinicolella (Zeller, 1846)
  - Phyllonorycter staintoniella (Nicelli, 1853)
  - Phyllonorycter stettinensis (Nicelli, 1852)
  - Phyllonorycter strigulatella (Lienig & Zeller, 1846)
  - Phyllonorycter tenerella (Joannis, 1915)
  - Phyllonorycter trifasciella (Haworth, 1828)
  - Phyllonorycter tristrigella (Haworth, 1828)
  - Phyllonorycter ulmifoliella (Hübner, 1817)
  - Phyllonorycter viminetorum (Stainton, 1854)

### Phyllocnistinae
- Phyllocnistis
  - Phyllocnistis extrematrix Martynova, 1955 (seit 2006 in A, 2017 in D)
  - Phyllocnistis labyrinthella (Bjerkander, 1790)
  - Phyllocnistis saligna (Zeller, 1839)
  - Phyllocnistis unipunctella (Stephens, 1834)
  - Phyllocnistis vitegenella Clemens, 1859 – Amerikanische Miniermotte
  - Phyllocnistis xenia M. Hering, 1936